# 松本富生
松本 富生（まつもと とみお、1937年 - 2018年2月17日）は、元韓国籍の日本の小説家。
朝鮮南部慶尚南道三千浦市実安洞生まれ。栃木県宇都宮市在住。5歳で両親の徴用に伴って来日。栃木県立大田原高等学校、明治大学文学部英米文学科卒。1972年日本国籍取得。喫茶店やボウリング場、レストランなど様々な職業を経験する。小説は立松和平のすすめで書き始めた。1986年「野薔薇の道」で文學界新人賞受賞（片山恭一と同期）。栃木県文学大賞選考委員。栃木県文芸家協会常任理事。

## 著書
- 野薔薇の道 下野新聞社 1990.10
- 風の通る道 下野新聞社 1995.12
- 慟哭の余笹川 濁流を呑む男 下野新聞社 1999.1
- 生命のかぎりに 下野新聞社 2003.7
- 愛は理解の別名なり 文学的に語る人権問題と心のありかた 雁塔舎 2004.2
- 恩愛の絆 無窮花の国から 勉誠出版 2006.12